# Robin Ghosh
Robin Ghosh (1939 - Daca, 13 de fevereiro de 2016) foi um músico e compositor bengali. Famoso cantor de reprodução Ahmed Rushdi tem uma notável contribuição para o sucesso da Ghosh. Ghosh ganhou fama em meados dos anos 1960, quando Rushdi cantou suas composições em filmes como Chakori, Jahan tum wahan hum, Paisa, etc. Ele morreu no dia 13 de fevereiro de 2016 em Daca, Bangladesh.
O pai de Ghosh trabalhou para a Comitê Internacional da Cruz Vermelha e foi enviado para Bagdá, Iraque durante a Segunda Guerra Mundial, onde Ghosh foi educado em um colégio de freiras. Quando Ghosh era jovem, seu pai SM Ghosh deixou a família e se casou com outra pessoa. Seu irmão, Ashok Ghosh, foi um diretor de cinema famoso na indústria cinematográfica de Bangladesh. 
Quando a Segunda Guerra Mundial terminou em 1945, aos seis anos de idade, Ghosh, juntamente com a sua família mudou-se para Daca, em Bengala (em pré-particionado Índia). Ele mostrou grande interesse pela música, recolhendo gramofone registros e tocando o harmônio, e, finalmente, formou-se com grande música em Daca.
No final dos anos 1950, Ghosh foi oferecido um emprego na Rádio Daca por um amigo. Irmã deste amigo, Jharna Basak (agora mais conhecido como atriz de cinema Shabnam) que, ocasionalmente, jogou em vários filmes bengalis se tornaram amigos com ele. Os dois finalmente se casaram. Eles têm um filho, Ronnie, que nasceu em 1966. Até sua morte Robin Puxa viveu com sua esposa Shabnam em Bangladesh.
No início dos anos 1960, o cineasta Ehtesham visitou a estação de rádio, e ofereceu Ghosh um contrato como compositor para seus filmes. Sua estréia foi para o filme bengali Raj Dhanir Bookay em 1961, e seguido por vários outros filmes bengalis e urdus, incluindo Talaash, Paisa, Chakori  e Bhaiya. Após o lançamento do Tum Meray Ho, Ghosh mudou-se para Carachi, continuando a compor música para cinema na década de 1980. Ele compôs músicas para o filme Aaina, um dos maiores filmes já feitos na indústria.
Ghosh ganhou o Prêmio Nigar de melhor compositor nos filmes Talaash (1963), Chakori (1967), Chahat (1974), Aaena (1977),  Amber (1978) e Dooriyan (1984).